# Superman II.: A Richard Donner-változat
Superman II: A Richard Donner-változat (Superman II: The Richard Donner Cut) címmel debütált 2006-ban a Superman II. (1980) című film Richard Donner elképzeléseit tükröző rendezői változata. Bár a történet alapvonala azonos, bizonyos részek megváltoztatása miatt helyenként olyan, mintha külön film lenne.

## Keletkezése
Richard Donner eredetileg egyszerre akarta leforgatni a két a Superman-filmet. A másodikat azonban később leállíttatták, hogy az elsőre lehessen koncentrálni. 1978-ban mozikba került az első film, azonban a producerekkel támadt viták következtében a második rész mintegy 80%-ának leforgatása után elbocsátották a rendezőt. A filmet Richard Lester fejezte be, több jelenet megváltoztatásával, eltérő felfogásban. A moziba került anyagban mintegy 75% volt Lester rendezése és 25% Donneré.
A főszereplő Christopher Reeve 2004-ben bekövetkezett halála után és a Superman visszatér készítésének apropóján Margot Kidder és Gene Hackman (akik a forgatás körüli vitákban Donner pártján álltak) szorgalmazni kezdték, hogy lássanak napvilágot az eredeti jelenetek. A stúdió engedélyével Donner nekilátott a munkálatoknak, és az általa forgatott, de addig dobozban maradt jelenetekből összeállította saját verzióját. Mivel elbocsátása előtt nem sikerült a teljes filmet leforgatnia, bizonyos jeleneteket próbafelvételekkel pótoltak, illetve módosításokkal felhasznált néhány Lester által rendezett jelenetet is. Az így elkészített anyagban a két rendező munkájának aránya 83:17%-ra fordult, Donner javára.
A filmet Christopher Reeve emlékének ajánlották, „aki nélkül sohasem hittük volna el, hogy egy ember képes repülni”.

## Történet
Supermannek sikerült megakadályoznia, hogy Lex Luthor elsüllyessze Kalifornia partvidékét, azonban az űrbe juttatott rakéta feltöri a három kryptoni lázadót, Zod tábornokot, Ursát és Nont fogva tartó Fantomzónát. Szabadulásuk után előbb a Holdon landolnak, ahol szembesülnek növekvő erejükkel, majd a Földet veszik célba, ahol végre kiélhetik hatalmi törekvéseiket.
A Kaliforniából hazatért Lois elkezd gyanakodni, hogy Clark Kent valójában Superman. Gyanúja igazolása céljából az újságban megjelent Superman-fotók egyikére ráfirkálja Clark ruházatát és szemüvegét. Perry White új megbízást ad a két újságírónak: friss házasoknak kiadva magukat szobát vegyenek ki egy szállodában a Niagara vízesés mellett, cikket írva arról, hogyan bánnak a vendéglátók a nászutasokkal. Miután ketten maradnak az irodában, Lois előáll Clarknak a feltevésével, bizonyításképpen pedig leveti magát az emeleti ablakból. Clark végül úgy menti meg őt, hogy képességeit nem fedi fel, eléri, hogy Lois ne a járdára, hanem a szerkesztőséggel szembeni árus dinnyéire essen.
Eközben Lex Luthor a börtönben készíti elő szökését, valamint igyekszik Superman nyomára bukkanni. Miss Teschmaker segítségével hőlégballonon megszökik (bugyuta társa, Otis viszont túlsúlyosnak bizonyul, így őt otthagyják a börtönben), majd egy feketedoboz jelzéseit követve észak felé veszi az irányt, ahol rábukkan a Magány Erődjére. Itt aktiválja azt az oktatókristályt, amelyben Superman apja, Jor-El elmondja Zod tábornok lázadásának és foglyul ejtésének történetét. Luthor innentől kezdve célul tűzi ki, hogy rábukkan a három lázadóra, akiknek a Földön egyenként akkora ereje lehet, mint Supermannek.
A Niagara vízesésnél, ahova Lois és Clark elutaztak, egy gyerek majdnem lezuhan, de Superman megmenti őt, éppen azalatt, míg Clark elment a büfébe. Lois, akiben újra felébred a gyanú, a szállodaszobában csapdába csalja Clarkot: rálő egy pisztollyal társára, aki miután sértetlen maradt, felfedi kilétét. Ugyanakkor emlékezteti Loist arra, hogy ha tévedett volna, Clark Kent halott lenne – erre Lois elárulja, hogy vaktölténnyel lőtt. Hogy jobban megismertesse magát, Superman elviszi kolléganőjét a Magány Erődjébe. Ott Jor-El szellemétől kér tanácsot arra az esetre, ha földi emberrel kíván egy pár lenni. Mint kiderül, ez csak nagy áldozat árán lehetséges: magának is földi emberré kell válnia, elveszítve szuperképességeit. Bár apja figyelmezteti, hogy a folyamat visszafordíthatatlan, Clark mégis vállalja, hogy bemegy az átalakítást végző molekuláris kamrába. Clark immár emberként teljesítheti be szerelmét Loissal, aki addig észrevétlenül volt szem- és fültanúja a beszélgetésnek és az átalakulásnak.
Clark és Lois mit sem sejtenek arról, hogy ezalatt Zod tábornok csapata a Földre érkezett és erejüket felhasználva terrorizálják az embereket. Miután megtudják, hogy az elnök az Amerikai Egyesült Államok első embere, betörnek a Fehér Házba, hogy térdre kényszerítsék az elnököt. Először az egyik embere hajt térdet Zod előtt, aki azonban rögtön észreveszi, hogy aki ilyen könnyen megadja magát, az nem lehet több millió ember vezetője. Ekkor előlép az igazi elnök, aki csak azután hajlandó letérdelni, hogy a tábornok garantálja, nem esik bántódása az embereknek.
Lois és Clark hazafelé tartva betérnek egy országúti étkezdébe. Itt Clark kénytelen szembesülni emberi mivoltának korlátaival: összetűzésbe keveredik egy kötekedő kamionossal, aki megveri őt. Az incidens után a pincérnő bekapcsolja a tévét, ahol éppen az elnök beszél: a többi államfő jóváhagyásával a Földön minden hatalmat Zod tábornokra ruház. Clark az ismerős név hallatán megdöbben. Az elnök a hatalomátadás bejelentése után kétségbeesetten segítséget kér Supermantől, mire Zod magához ragadja a mikrofont és kihívja Supermant, hogy küzdjenek meg. Clark rádöbben, mennyire meggondolatlanul cselekedett, és dacolva azzal, hogy nincs mit tennie, elindul vissza a Magány Erődjébe. Ott ismét megjelenik apja, aki felkészült erre az eshetőségre is: egyesül fiával, így adva vissza erejét. Ennek azonban az az ára, hogy többet nem beszélgethetnek. Az egyesülés által beteljesül egy régi kryptoni prófécia: „az apából lesz a fiú, a fiúból lesz az apa”.
Lex Luthor a Fehér Házban felkeresi az immár a Föld felett uralkodó kryptoni lázadókat, és Ausztráliáért cserébe felajánlja nekik, hogy elvezeti őket ellenségük, Jor-El fiához, aki nem más, mint Superman. Először Metropolisba mennek, ahol a Daily Planet szerkesztőségében rábukkannak Loisra, aki Luthor elmondása szerint közeli kapcsolatban áll Supermannel. Ekkor megjelenik az immár erejét visszanyert Superman és szembeszáll a három lázadóval. Miután azonban látja, hogy a kilátástalan harcnak a város lakói láthatják a kárát, megfutamodást színlelve elrepül. Luthor sejti, hogy Superman a Magány Erődjébe mehetett, Kubáért cserébe elárulja a rejtekhelyet Zod tábornoknak. A három kryptoni odarepül, Luthorral és a túszul ejtett Loissal együtt. A lázadók Lois megölésével fenyegetik Supermant. Mikor Luthor megtudja, hogy tőle is meg akarnak szabadulni, megpróbál Supermanhez fordulni, aki megemlíti neki a molekuláris kamrát. Azonban Luthor ismét köpönyeget vált, kifecsegi a titkot Zod tábornoknak, aki kényszeríti Supermant, hogy alávesse magát az átalakító eljárásnak. Csakhogy Superman átalakította a szerkezetet úgy, hogy az kívül fejtse ki hatását, ennek következtében Zod, Ursa és Non alakultak át emberré, míg ő a kamra belsejében biztonságban volt. Így már könnyűszerrel legyőzhetik a három lázadót. A kétkulacsos Luthor ekkor igyekszik úgy feltüntetni magát, mint aki Supermannel közösen állította a csapdát, de próbálkozása hiábavaló.
Superman megsemmisíti a Magány Erődjét, majd hazaviszi Loist, aki könnyek között búcsúzik el tőle és megígéri, hogy a titka biztonságban lesz nála. Ezután ismét ahhoz a tiltott eszközhöz nyúl, amivel annak idején visszahozta Loist a halálból: visszamegy az időben, Zod tábornokot és követőit visszazárja a Fantomzónába, rombolásukat semmissé teszi, Loisszal pedig elfeledteti kilétének felfedését. A szerkesztőségben többeken látszik, hogy deja vu érzésük van, köztük Loisnak is, aki ismét úgy tekint Clarkra, mint egy kedves kollégájára. Clark ezután visszatér az étkezdébe, ahol revansot vesz a kamionoson (saját magyarázata szerint „erősített”).

## Szereplők

### Jellemzések
- Superman/Clark Kent/Kal-El Kal-El néven született a Krypton bolygón. Szülőbolygója pusztulása előtt egy rakétában sikerült kimenekíteni. Az eltérő körülmények között a Földön különleges képességekkel rendelkezik, amelyek birtokában kettős életet él: civilben Clark Kent néven a Daily Planet újságírója, Superman néven pedig a bajbajutottakon segítő és bűnözők ellen harcoló szuperhős. A Lois Lane iránti szerelme választásra kényszeríti kétféle élete között.
- Jor-El Kal-El (Superman) biológiai apja, kryptoni tudós és a Tanács tagja. A Krypton bolygó pusztulásakor elhunyt, de az általa készített kristályok segítségével halála után is tud kommunikálni fiával a Magány Erődjében.
- Zod tábornok Kryptoni lázadók vezére, akit büntetésből a Tanács döntése nyomán Superman apja, Jor-El a Fantomzónába zárt. Egy véletlen folytán kiszabadul és a Földön tör uralomra.
- Ursa Kegyetlen kryptoni nő, Zod tábornok követője, szintén a Fantomzónából szabadul.
- Non Zod tábornok nagy termetű, alacsony intelligenciájú, erőszakos követője, ugyancsak kiszabadul a Fantomzónából.
- Lois Lane A Daily Planet agilis újságírónője, Supermannel egymásba szeretnek. Gyanakodni kezd Superman és Clark Kent azonosságáról.
- Perry White A Daily Planet főszerkesztője.
- Jimmy Olsen A Daily Planet fiatal fotóriportere.
- Lex Luthor Bűnözőzseni, akit Superman börtönbe juttatott. Szökésre és revansra készül.
- Miss Teschmaker Lex Luthor segítője és barátnője, aki segít a szökésben.
- Otis Lex Luthor kövér, bugyuta segítőtársa, aki főnökével együtt került börtönbe.

### Szereposztás
| színész           | szereplő                   | magyar hang    |
| ----------------- | -------------------------- | -------------- |
| Christopher Reeve | Superman/Clark Kent/Kal-El | Rátóti Zoltán  |
| Gene Hackman      | Lex Luthor                 | Csankó Zoltán  |
| Marlon Brando     | Jor-El                     | Vass Gábor     |
| Margot Kidder     | Lois Lane                  | Németh Borbála |
| Terence Stamp     | Zod tábornok               | Fazekas István |
| Sarah Douglas     | Ursa                       | Pikali Gerda   |
| Jack O'Halloran   | Non                        | nem szólal meg |
| Jackie Cooper     | Perry White                | Beregi Péter   |
| Mark McClure      | Jimmy Olsen                | Boldog Gábor   |
| Ned Beatty        | Otis                       | Kerekes József |
| Valerie Perrine   | Miss Teschmaker            | Orosz Anna     |
| E.G. Marshall     | elnök                      | Csuha Lajos    |
| Clifton James     | seriff                     | Pálfay Péter   |
| Peter Whitman     | Dwayne seriffhelyettes     |                |

## Különbségek a két változat között
- A moziváltozat (amit a Richard Donner-változat megjelenése óta gyakran emlegetnek „Lester Cut” néven is) elején a krpytoni események felidézésekor látható egy olyan jelenet, ami az első részben nem volt: a három lázadó megöl egy őrt és kristályokat kezd megsemmisíteni, ekkor esnek fogságba. Az elítélésüket is némileg másképp mutatják be, mint eredetileg, Jor-Elnek csak a hangja hallható, képen nem látszik. A Donner-változatban a jelenet megegyezik az első részben láthatóval, bár a kameraszögek helyenként eltérnek.
- A Lester-féle változatban a főcímzene alatt látható az első rész összefoglalója. A Donner-változat felidézi, ahogy Kal-El a rakétában a Földre utazik (van két mozzanat, ami nem volt látható az első filmben sem: Jor-El elmondja, hogy Lara három takarót – egy kéket, egy pirosat és egy sárgát – adott Kal-Elnek, hogy oltalmazza az erejét; továbbá látható, amint Kal-El kiszáll a földet ért rakétából), valamint azt a jelenetet, amikor Luthor kryptonitot akaszt Superman nyakába, de Miss Teschmaker megmenti, majd az ő kérésére Superman először a Hackensack felé tartó rakétát juttatja az űrbe.
- A Lester-változatban a Párizst fenyegető terroristák Superman által űrbe juttatott bombájának robbanása töri fel a Fantomzónát. Donnernél a párizsi terroristás történet teljes egészében kimarad, a Fantomzónát az első rész végén űrbe térített rakéta töri fel.
- A Donner-változatban látható, amint a szerkesztőségben Lois elkezd gyanakodni Clarkra (emiatt össze is firkálja Superman egy fotóját), Perry White pedig megbízza Loist és Clarkot a Niagarához való utazással.
- A Niagara melletti szállodába érkezésről szóló jelenet Donnernél véget ér azzal, hogy Lois és Clark belépnek a szobába.
- A Lester-változatban Lois a kisfiú megmentése után a vízbe veti magát, hogy Supermant kiléte felfedésére kényszerítse. Donnernél ez a leugrás még korábban történik, a Daily Planet szerkesztőségéből.
- A Lester-változatban úgy derül fény Superman titkára, hogy a szállodaszobában véletlenül megbotlik és tűzbe ér a keze, a Donner-változatban Lois a vaktöltényes trükkel túljár Clark eszén.[2]
- Lester kihagyta a Jor-Elt alakító Marlon Brando jeleneteit, helyette nagyrészt Lara szerepel a Magány Erődjében játszódó jelenetekben. A Donner-változatba visszakerültek Brando jelenetei.
- A Lester-változatban a Magány Erődjében vacsora közben Superman megmutatja a zöld kristályt, amit utána Lois véletlenül beleejt a hóba. Donnernél ez a mozzanat kimarad.
- Miután Ursa lézerszemmel megéget egy kígyót, a Lester-változatban Non is próbálkozik ezzel, de egyelőre sikertelenül (a kisváros megtámadásakor sikerül megtanulnia ezt a képességet használni). Donnernél ez a próbálkozás kimarad.
- A seriff és helyettesének a kryptoniakkal való találkozásáról szóló jelenet Donnernél rövidebb (akkor kezdődik, amikor meglátják a három kryptonit és ott ér véget, amikor Zod magára fogja a puskát, de az semmi kárt nem tesz benne).
- A Donner-változatban kimarad Ursa szkanderja a kocsmában, a kisvárosi jelenetek ott kezdődnek, amikor a kryptoniak már rettegésben tartják a városlakókat.
- Lesternél Superman és Lois az átalakulás után hálják el szerelmüket, Donnernél még előtte.
- Superman földi emberré alakulásánál eltér a kamra és az átalakulást kísérő effektek.
- Amikor az elnök egyik emberével követi tévén az eseményeket, a Lester-változatban a kryptoniak a Rushmore-hegy elnökszobrait formálják saját képükre, a Donner-változatban a Washington-emlékművet döntik le.
- Némileg eltér a kryptoniak Fehér Házba való betörése is.
- A Donner-változatban az Ovális-teremben Ursa egy katonatiszt jelvényének letépésekor megjegyzi, hogy milyen furcsa bolygó, ahol a férfiak viselik a szalagokat és az ékszereket.
- Amikor Clark és Lois a Magány Erődjéből hazafelé autózik, a Donner-változatban havas táj, a Lester-változatban nyárias környezet látható (a kocsmajelenet alapján előbbi logikusabb, figyelembe véve a szereplők öltözetét, valamint így kevésbé távolodtak el a Magány Erődjétől, hihetőbb Clark visszatérése.)
- Amikor az erejét vesztett Clark visszatér a Magány Erődjébe, a Lester-változatban annyit láthatunk, hogy megtalálja a hóba taposott zöld kristályt, ami újra aktiválódik. Az, hogy a továbbiakban hogy zajlik le Superman erejének visszaszerzése, nem látható. A Donner-változatban Jor-El szelleme adja vissza fiának erejét azáltal, hogy átadja életerejét.
- A Daily Planet szerkesztőségénél Superman másképp hívja fel magára Zod tábornok figyelmét: Lesternél azt kérdezi, hogy kijönne-e egy pillanatra, Donnernél pedig azt, hogy nem hallott-e még a sajtószabadságról.
- Superman és a három krpytoni verekedésénél Donner kihagyta a Lester-változat komikus mozzanatait.
- A Daily Planet szerkesztőségében a Donner-változatba bekerül néhány újabb mozzanat: Luthor elveszi Jimmy Olsentől a Perry White-nak szánt kávét, a három krpytonitól Kubát kéri cserébe azért, hogy elvezeti őket a Magány Erődjébe. Ugyanakkor kimarad az a mozzanat, amikor Ursa javasolja, hogy Loist vigyék magukkal túszként (bár a Donner-változatban is elviszik).
- A Lester-változatra jellemzők a rajzfilmeket idéző túlzó hangeffektek (pl. lézerszem, robbanások, ütések). Donnernél ezek kimaradtak a filmből.
- A Lester-változatban a Magány Erődjében is verekszik Superman a három lázadóval, Donnernél rögtön Lois megölésével fenyegetik Supermant.
- A Donner-változatban Superman hazaindulás előtt megsemmisíti a Magány Erődjét.
- A Lester-változatban Superman csók segítségével feledteti el Loisszal a kilétének felfedését és az azóta eltelt eseményeket. Donnernél az első részhez hasonlóan visszaforgatja az időt,[3] ezáltal nemcsak Lois felejti el kilétét, de Zod tábornokék is visszakerülnek a Fantomzónába, az általuk okozott károk helyreállnak.
- Donnernél – az idő-visszaforgatás következtében – kimarad az a jelenet, amikor Superman a Fehér Ház helyreállításánál segít.

## Fogadtatása
A rajongók közül sokan üdvözölték a Richard Donner Cut megjelenését, amelyet a moziváltozathoz képest pörgősebbnek, komolyabbnak és feszültebbnek, az első rész szellemiségéhez jobban illőnek tartanak. Marlo Brando jeleneteinek visszakerülését is tetszéssel fogadták.
Kifogásolt elemei közé tartozik a próbafelvételek felhasználása, valamint a befejezés, amely egyfelől önismétlésnek tűnik, másrészt következetlenségeket is eredményezett. A nézők egy része számára emiatt kissé összecsapottnak hat a film. A pártolók szerint viszont figyelembe kell venni, hogy ezek kényszermegoldások voltak, ha engedték volna Donnernek befejezni a filmet, minden bizonnyal jobb végeredmény született volna.
Olyan vélemények is voltak, hogy meg lehetett volna tartani több jelenetet is a moziváltozatból, amik nem rontották volna az összhatást. Hiányolták az is, hogy bizonyos, csak a televíziós változatokban fellelhető jelenetek innen is kimaradtak. Mindezek következtében a Superman II-nek több rajongói vágású változata is készült, megpróbálva egyesíteni a különböző verziók előnyeit.

## Díj
Szaturnusz-díj:
- 2007 – a legjobb különleges DVD-kiadás